# Rysslands U20-damlandslag i handboll
Rysslands U20-damlandslag i handboll representerar Rysslands damer i handboll vid U19-EM och U20-VM.